# Lycosa grahami
Lycosa grahami är en spindelart som beskrevs av Fox 1935. Lycosa grahami ingår i släktet Lycosa och familjen vargspindlar. Inga underarter finns listade i Catalogue of Life.